# Nogometna Liga prvakov
Liga prvakov (skrajšano UCL) je vsakoletno klubsko nogometno tekmovanje, ki ga organizira Zveza Evropskih nogometnih združenj (UEFA) in ga izpodbijajo vrhunski evropski klubi, ki odločajo o zmagovalcih tekmovanja prek skupine in knokavt formata. Gre za enega izmed najbolj prestižnih nogometnih turnirjev na svetu in najbolj prestižnega klubskega tekmovanja v evropskem nogometu, ki ga igrajo prvaki državne lige (in za nekatere narode tudi več ekip) svojih nacionalnih združenj.
Leta 1955 je bil uveden kot pokal Evropskih šampionskih klubov, splošno znan kot Evropski pokal, je bil sprva naravnost nokavt turnir, odprt le za prvake evropskih domačih lig, pri tem pa je njegov zmagovalec evropski klubski prvak. Konkurenca je prevzela sedanje ime leta 1992, leta 1991 pa je bila dodana skupina rplay-off in od leta 1997 omogoča več udeleženih iz nekaterih držav. Od takrat se je razširila in medtem ko večina evropskih nacionalnih lig še vedno lahko vstopi le s svojim prvakom, najmočnejše lige zdaj zagotavljajo do štiri ekipe. Klubi, ki v svoji nacionalni ligi končajo naslednje mesto v čakalni vrsti za evropska tekomovanja v svoji nacionalni ligi, so upravičeni do Evropske Lige, od leta 2021 pa se bodo ekipe, ki niso upravičene do Evropske Lige, kvalificirale za novo tekmovanje, imenovano UEFA Evropska Konferenčna Liga. 
V sedanjem formatu se Liga Prvakov začne konec junija s predhodnim krogom, tremi kvalifikacijami in play-off krogom, ki se vsi igrajo preko dveh tekem. Šest preživelih ekip vstopa v skupinski del in se priključi 26 ekipam. 32 ekip se porazdeli v osem skupin po štiri ekipe in med seboj igrajo med dvakrat. Osem zmagovalcev skupin in osem drugouvrščenih nadaljuje v knokavt fazo, katere je zaključek finalna tekma konec maja ali v začetku junija. Zmagovalec Lige prvakov se kvalificira za naslednjo leto Lige Prvakov, UEFA Super Pokala in na Klubsko svetovno prvenstvo. Leta 2020 je bil zaradi vpliva pandemije COVID-19 motil tradicionalni urnik tekem. Zaradi tega je bila oblika preostalega turnirja začasno spremenjena, v četrtfinalu in v polfinalu so od 12. do 23. avgusta igrali na nevtralnih prizoriščih v Lizboni na Portugalskem, kjer so tudi igrali eno tekmo, namesto dveh.
Španski klubi imajo največje število zmag (18 zmag), sledita Anglija (13 zmag) in Italija (12 zmag). Anglija ima največje število zmagovalnih ekip, saj je naslov osvojilo pet različnih klubov. Tekmovanje je zaenkrat dobilo 22 klubov, od tega jih je 12 osvojilo več kot enkrat in osem jih je uspešno ubranilo svoj naslov. Real Madrid je najuspešnejši klub v zgodovini turnirja, saj ga je osvojil 13-krat, vključno s prvih petimi sezonami. Bayern München je v finalu leta 2020 premagal Paris Saint-Germain z 1:0, za njihovo 6. trofejo.

## Zgodovina
Konec leta 1954 se je uredniku francoskega športnega časnika L'Equipe Gabrielu Hanotu porodila ideja o ustanovitvi tekmovanja, ki bi pokazalo, katero je najboljše nogometno moštvo v Evropi. Povod za idejo je bila 14. decembra 1954 odigrana tekma, na kateri je angleški Wolverhampton s 3:2 premagal budimpeštanski Honved, Hanotu pa je uspelo prepričati UEFO o ustanovitvi takšnega turnirja. Po nekajmesečnem usklajevanju med pobudniki tekmovanja, klubi in Evropsko nogometno zvezo je naposled tudi s pomočjo Mednarodne nogometne zveze le prišlo do udejanjenja načrta. Maja 1955 je skrb za tekmovanje prevzela UEFA. Uvodno sezono je začelo 16 klubov: Milan (Italija), AGF Aarhus (Danska), Anderlecht (Belgija), Djurgården (Švedska), Gwardia Warszawa (Poljska), Hibernian (Škotska), Partizan (Jugoslavija), PSV Eindhoven (Nizozemska), Rapid Wien (Avstrija), Real Madrid (Španija), Rot-Weiss Essen (Zahodna Nemčija), Saarbrücken (Saar), Servette (Švica), Sporting CP (Portugalska), Stade de Reims (Francija), in Vörös Lobogó (Madžarska). Prva tekma je bila odigrana 4. septembra v Lizboni med domačim Sportingom in beograjskim Partizanom.
Do leta 1991 se je tekmovanje imenovalo pokal državnih prvakov, saj so moštva (državni prvaki) vse do konca igrali po sistemu na izpadanje. V sezoni 1991/92 se je najboljših 8 moštev razdelilo v dve skupini po 4 moštva, ki sta se odigrali po dvokrožnem ligaškem sistemu vsak z vsakim, najboljši moštvi pa sta se pomerili v velikem finalu. Takšen sistem se je obdržal do sezone 1993/94, s tem, da sta se samo v tej sezoni po dve najboljši moštvi iz vsake skupine uvrstili v polfinale. V naslednji sezoni se je najboljših 16 moštev razdelilo v 4 štiričlanske skupine, po dve najboljši moštvi iz vsake skupine pa sta se uvrstili v četrtfinale in so vse do finala odigrali po sistemu na izpadanje. V sezoni 1997/98 je bilo že 6 štiričlanskih skupin, uspešnejše države pa so imele pravico do dveh predstavnikov. V četrtfinale se je uvrstilo vseh 6 zmagovalcev skupin ter še dva najboljša drugouvrščena. Takšen sistem se je zaradi ne najboljše preglednosti obdržal le dve sezoni, že v sezoni 1999/2000 so ligo razširili na 8 štiričlanskih skupin. Po najboljši dve moštvi iz vsake skupine sta se uvrstili v nadaljnje tekmovanje, kjer so jih razdelili v 4 štiričlanske skupine, po dva najboljša iz vsake skupine pa sta se uvrstila v četrtfinale. Od te sezone dalje se lahko iz najuspešnejših držav kar štirje predstavniki uvrstijo v ligo prvakov. Zaradi negodovanja klubov so v sezoni 2003/04 izpustili drugi krog s štirimi skupinami, po dva najboljša iz vsake od 8 štiričlanskih skupin se tako uvrstita v osmino finala.
časnika L'Equipe Gabriela Hanota porodila ideja o ustanovitvi tekmovanja, ki bi pokazalo, katero je najboljše nogometno moštvo v Evropi. Povod za idejo je bila 14. decembra 1954 odigrana tekma, na kateri je angleški Wolverhampton s 3:2 premagal budimpeštanski Honved, Hanotu pa je uspelo prepričati UEFO o ustanovitvi takšnega turnirja. Po nekajmesečnem usklajevanju med pobudniki tekmovanja, klubi in Evropsko nogometno zvezo je naposled tudi s pomočjo Mednarodne nogometne zveze le prišlo do udejanjenja načrta. Maja 1955 je skrb za tekmovanje prevzela UEFA. Uvodno sezono je začelo 16 klubov: Milan (Italija), AGF Aarhus (Danska), Anderlecht (Belgija), Djurgården (Švedska), Gwardia Warszawa (Poljska), Hibernian (Škotska), Partizan (Jugoslavija), PSV Eindhoven (Nizozemska), Rapid Wien (Avstrija), Real Madrid (Španija), Rot-Weiss Essen (Zahodna Nemčija), Saarbrücken (Saar), Servette (Švica), Sporting CP (Portugalska), Stade de Reims (Francija), in Vörös Lobogó (Madžarska). Prva tekma je bila odigrana 4. septembra v Lizboni med domačim Sportingom in beograjskim Partizanom. 
Do leta 1991 se je tekmovanje imenovalo pokal državnih prvakov, saj so moštva (državni prvaki) vse do konca igrali po sistemu na izpadanje. V sezoni 1991/92 se je najboljših 8 moštev razdelilo v dve skupini po 4 moštva, ki sta se odigrali po dvokrožnem ligaškem sistemu vsak z vsakim, najboljši moštvi pa sta se pomerili v velikem finalu. Takšen sistem se je obdržal do sezone 1993/94, s tem, da sta se samo v tej sezoni po dve najboljši moštvi iz vsake skupine uvrstili v polfinale. V naslednji sezoni se je najboljših 16 moštev razdelilo v 4 štiričlanske skupine, po dve najboljši moštvi iz vsake skupine pa sta se uvrstili v četrtfinale in so vse do finala odigrali po sistemu na izpadanje. V sezoni 1997/98 je bilo že 6 štiričlanskih skupin, uspešnejše države pa so imele pravico do dveh predstavnikov. V četrtfinale se je uvrstilo vseh 6 zmagovalcev skupin ter še dva najboljša drugouvrščena. Takšen sistem se je zaradi ne najboljše preglednosti obdržal le dve sezoni, že v sezoni 1999/2000 so ligo razširili na 8 štiričlanskih skupin. Po najboljši dve moštvi iz vsake skupine sta se uvrstili v nadaljnje tekmovanje, kjer so jih razdelili v 4 štiričlanske skupine, po dva najboljša iz vsake skupine pa sta se uvrstila v četrtfinale. Od te sezone dalje se lahko iz najuspešnejših držav kar štirje predstavniki uvrstijo v ligo prvakov. Zaradi negodovanja klubov so v sezoni 2003/04 izpustili drugi krog s štirimi skupinami, po dva najboljša iz vsake od 8 štiričlanskih skupin se tako uvrstita v osmino finala.

## Himna
Himno lige prvakov s preprostim imenom, uradno Champions League je napisal Tony Brittna in je priredba od Georga Friedricha Händela Zadok the Priest. V himni so uporabljeni trije uradni jeziki UEFE: angleščina, francoščina in nemščina. Himna se igra pred vsako tekmo, kakor tudi na začetku in koncu televizijskih prenosov tekem. Celotna himna je dolga približno tri minute, ima pa dva kratka verza in refren. 

## Format
Od leta 2009 se liga prvakov igra v dveh tekmah (ena doma in ena v gosteh). Ekipe, ki nimajo zagotovljenih neposrednih mest v skupinskem delu, se za mesta borijo preko kvalifikacij. 
Število ekip v ligi prvakov, ki jih lahko ima posamezna zveza, je odvisna od položaja na UEFA koeficient lestvici članic. Ti koeficienti predstavljajo točke, ki jih posamezni klubi pridobijo z rezultati v zadnjih petih letih lige prvakov ali evropske lige. Večji koeficient ima zveza, več ekip lahko nastopa v ligi pravkov. Zveze z manjšim koeficientom pa nastopijo v kvalifikacijah. Da lahko klubi nastopijo v ligi prvakov morajo poleg športnih kriterijev, imeti dovoljenje s strani svoje nacionalne zveze. Za pridobitev licence, mora klub izpolnjevati določene zahteve, kot so stadion, infrastruktura in finančni pogoji.
Po starem formatu je na turnirju sodelovalo 32 ekip, ki so bile razdeljene v 8 skupin, ki jih je določil žreb. "Ekipe iz istih držav ne morejo biti skupaj v skupini. Vsaka ekipa se v skupini pomeri s preostalimi tremi ekipami, tako doma kot v gosteh. Zmagovalci in drugouvrščeni iz vsake skupine napredujejo v osmino finala. Tretjeuvrščena ekipa pa se uvrsti v evropsko ligo. V osmini finala se prav tako ne morejo srečati ekipe iz iste države, od četrtfinala naprej pa se lahko.  
Skupinski del se igra od septembra do decembra, medtem ko se izločilni del začne v februarju. V izločilnem delu, kot je osmina finala, četrfinale in pa polfinale, se igrata dve tekmi, z izjemo finala, kjer se zmagovalec odloči na eni tekmi. Ta po navadi poteka v zadnjih dveh tednih v mesecu maju ali začetku junija."  
Po novem formatu v ligi prvakov sodeluje 36 ekip, ki so postavljene vse v eno ligo. Ekipe so razdeljene v 4 bobne, vsaka ekipa dobi 2 nasprotnika iz vsakega bobna. Tako ekipa dobi 8 nasprotnikov, 4 tekme odigra doma, 4 pa v gosteh. 8 najuspešnejših ekip se uvrsti med 16 najboljših, medtem ko za ostalih 8 mest tekmujejo klubi, ki na lestvici končajo med 9 in 24 mestom. Ekime med 9 in 16 mestom igrajo proti ekipam na 17 in 24 mestom, igra se domača tekma in v gosteh. Tista ekipa ki je uspešnejša napreduje med 16 najboljših. ko imamo vseh 16 ekip, poteka format enako kot prej. Do finala se igra 2 tekmi, v finalu pa ena. 

### Format tekmovanja od sezone 2015/16
Od sezone 2015/16 v ligi prvakov tekmujejo tudi zmagovalci evropske lige, in sicer v skupinskem delu. Največje število, ki jo lahko ima posamezna zveza se je povečala od štiri do pet ekip.
|                                      |                                      | Št. ekip, ki vstopijo v tem krogu | Št. ekip, ki napreduje iz prejšnjega kroga                                             |
| ------------------------------------ | ------------------------------------ | --- | -------------------------------------------------------------------------------------- |
| Prvi kvalifikacijski krog (8 ekip)   | Prvi kvalifikacijski krog (8 ekip)   | - 8 prvakov iz nacionalnih zvez uvrščenih od 47.–54. mesta na lestvici |                                                                                        |
| Drugi kvalifikacijski krog (34 ekip) | Drugi kvalifikacijski krog (34 ekip) | - 30 prvakov iz nacionalnih zvez uvrščenih od 16.–46. mesta na lestvici (razen Lihtenštajna) | - 4 zmagovalci iz prvega kvalifikacijskega kroga                                       |
| Tretji kvalifikacijski krog          | Prvaki (20 ekip)                     | - 3 prvaki iz nacioanlnih zvez uvrščenih od 13.–15. mesta na lestvici | - 17 zmagovalcev iz drugega kvalifikacijskega kroga                                    |
| Tretji kvalifikacijski krog          | Ne-prvaki (10 ekip)                  | - 9 drugouvrščenih iz nacioanlnih zvez od 7.–15. mesta na lestvici - 1 ekipa iz nacionalne zveze uvrščena na 6. mestu na lestvici |                                                                                        |
| Play-off krog                        | Prvaki (10 ekip)                     | | - 10 zmagovalcev iz tretjega kroga kvalifikacij; prvaki                                |
| Play-off krog                        | Ne-pravki (10 ekip)                  | - 2 tretjeuvrščenih ekip iz nacionalnih zvez uvrščenih od 4.–5. mesta na lestvici - 3 četrtouvrščenih ekip iz nacionalnih zvez uvrščenih od 1.–3. mesta a lestvici [LP] - Prvak Evropske lige[EL]                                                              | - 5 zmagovalcev iz tretjega kroga kvalifikacij; ne-prvaki                              |
| Skupinski del (32 ekip)              | Skupinski del (32 ekip)              | - 12 prvakov iz nacionalnih zvez uvrščenih od 1.–12. mesta na lestvici - 6 drugouvrščenih ekip iz nacionalnih zvez uvrščenih od 1.–6. mesta na lestvici - 3 tretjeuvrščenih ekip iz nacionalnih zvez uvrščenih od 1.–3. mesta na lestvici - Prvak Lige prvakov | - 5 zmagovalcev iz play-off kroga; prvaki - 5 zmagovalcev iz play-off kroga; ne-prvaki |
| Izločilni del (16 ekip)              | Izločilni del (16 ekip)              | | - 8 zmagovalcev skupinskega dela - 8 druguvrščenih skupinskega dela                    |

^EL : 
^LP : 

## Nagrade

### Pokal in medalje
Vsaka ekipa, ki je tri leta zaporedoma ali skupno petkrat osvojila Ligo prvakov prejela v trajno last repliko pokala (izvirnik pokala zavedno ostane v lasti UEFE). To je uspelo le petim klubom, Real Madridu, Ajaxu, Bayern Munichu, Milanu in Liverpoolu. 
Sedanji pokal je visok 74 cm (29 palcev) in iz srebra, ki tehta 11 kg (24 lb). Zasnovl ga je Jörg Stadelmann, zlatar iz Berna, Švice. Prejšnji originalni pokal ima v lasti Real Madrid, ko je do leta 1966 osvojil šest naslovov. Stane pa okoli 10.000 švicarskih frankov. 
Od sezone 2012/13 poleg pokala zmagovalcu podelijo tudi 40 zlatih medalj. Prav tako pa tudi drugouvrščeni prejmejo 40 srebrnih medalj.

### Denarne nagrade
Od sezone 2015–16, UEFA vsakemu klubu, ki zmaga v t.i. play-offu, plača 2 milijona €, poražencu pa 3 milijone €. Vsak klub, ki nastopa v skupinskem delu tekmovanja, prejme 12 milijonov €. Zmaga v skupinskem delu je vredna 1.5 milijona €, remi pa 500.000 €. Dodatno UEFA vsakemu, ki se iz skupine uvrsti med šestnajst najboljših plača 5.5 milijona €, četrtfinalistu 6 milijona €, polfinalistu 7 milijone €, finalistu 10.5 milijone € in zmagovalcu 15 milijonov €.
- Prvi krog kvalifikacij: 200.000 €
- Drugi krog kvalifikacij: 300.000 €
- Tretji krog kvalifikacij: 400.000 €
- Poraženec play-offa: 3.000.000 €
- Zmagovalec play-offa: 2.000.000 €
- Skupinski del tekmovanja: 12.000.000 €
- Zmaga v skupini: 1.500.000 €
- Neodločen izid v skupini: 500.000 €
- Uvrstitev v osmino finala: 5.500.000 €
- Četrtfinale: 6.000.000 €
- Polfinale: 7.000.000 €
- Poraženec v finalu: 10.500.000 €
- Zmagovalec finala: 15.000.000 €

## Zmagovalci Lige prvakov

### Zmagovalci po letih
2023 - 2024 // Real Madrid

2022 - 2023 // Manchester City

2021 - 2022 // Real Madrid

2020 - 2021 // Chelsea FC

2019 - 2020 // Bayern München

2018 - 2019 // Liverpool

2017 - 2018 // Real Madrid

2016 - 2017 // Real Madrid

2015 - 2016 // Real Madrid

2014 - 2015 // FC Barcelona

2013 - 2014 // Real Madrid

2012 - 2013 // Bayern München

2011 - 2012 // Chelsea FC

2010 - 2011 // FC Barcelona

2009 - 2010 // Internazionale Milano F.C.

2008 - 2009 // FC Barcelona

2007 - 2008 // Manchester United

2006 - 2007 // AC Milan

2005 - 2006 // FC Barcelona

2004 - 2005 // Liverpool

2003 - 2004 // Porto

2002 - 2003 // AC Milan

2001 - 2002 // Real Madrid

2000 - 2001 // Bayern München

1999 - 2000 // Real Madrid

1998 - 1999 // Manchester United

1997 - 1998 // Real Madrid

1996 - 1997 // Borussia Dortmund

1995 - 1996 // Juventus

1994 - 1995 // AFC Ajax

1993 - 1994 // AC Milan

1992 - 1993 // Olympique de Marseille

1991 - 1992 // FC Barcelona

1990 - 1991 // Crvena Zvezda

1989 - 1990 // AC Milan

1988 - 1989 // AC Milan

1987 - 1988 // PSV Eindhoven

1986 - 1987 // Porto

1985 - 1986 // Steaua Bukarešta

1984 - 1985 // Juventus

1983 - 1984 // Liverpool

1982 - 1983 // Hamburger SV

1981 - 1982 // Aston Villa

1980 - 1981 // Liverpool

1979 - 1980 // Nottingham Forest

1978 - 1979 // Nottingham Forest

1977 - 1978 // Liverpool

1976 - 1977 // Liverpool

1975 - 1976 // Bayern München

1974 - 1975 // Bayern München

1973 - 1974 // Bayern München

1972 - 1973 // AFC Ajax

1971 - 1972 // AFC Ajax

1970 - 1971 // AFC Ajax

1969 - 1970 // Feyenoord

1968 - 1969 // AC Milan

1967 - 1968 // Manchester United

1966 - 1967 // Celtic F.C.

1965 - 1966 // Real Madrid

1964 - 1965 // Internazionale Milano F.C.

1963 - 1964 // Internazionale Milano F.C.

1962 - 1963 // AC Milan

1961 - 1962 // SL Benfica

1960 - 1961 // SL Benfica

1959 - 1960 // Real Madrid

1958 - 1959 // Real Madrid

1957 - 1958 // Real Madrid

1956 - 1957 // Real Madrid

1955 - 1956 // Real Madrid

### Zmagovalci po klubih
| Klub                     | Št. naslovov prvaka | Št. 2.mest (Podprvakov) | Leto, ko so bili prvaki                                                                  | Leto , ko so bili drugouvrščeni          |
| ------------------------ | ------------------- | ----------------------- | ---------------------------------------------------------------------------------------- | ---------------------------------------- |
| Real Madrid              | 15                  | 3                       | 1956, 1957, 1958, 1959, 1960, 1966, 1998, 2000, 2002, 2014, 2016, 2017, 2018, 2022, 2024 | 1962, 1964, 1981                         |
| Milano                   | 7                   | 4                       | 1963, 1969, 1989, 1990, 1994, 2003, 2007                                                 | 1958, 1993, 1995, 2005                   |
| Bayern München           | 6                   | 5                       | 1974, 1975, 1976, 2001, 2013, 2020                                                       | 1982, 1987, 1999, 2010, 2012             |
| Liverpool                | 6                   | 3                       | 1977, 1978, 1981, 1984, 2005,2019                                                        | 1985, 2007, 2018                         |
| Barcelona                | 5                   | 3                       | 1992, 2006, 2009, 2011, 2015                                                             | 1961, 1986, 1994                         |
| Ajax                     | 4                   | 2                       | 1971, 1972, 1973, 1995                                                                   | 1969, 1996                               |
| Internazionale           | 3                   | 2                       | 1964, 1965, 2010                                                                         | 1967, 1972                               |
| Manchester United        | 3                   | 2                       | 1968, 1999, 2008                                                                         | 2009, 2011                               |
| Juventus                 | 2                   | 7                       | 1985, 1996                                                                               | 1973, 1983, 1997, 1998, 2003, 2015, 2017 |
| Benfica                  | 2                   | 5                       | 1961, 1962                                                                               | 1963, 1965, 1968, 1988, 1990             |
| Chelsea                  | 2                   | 1                       | 2012, 2021                                                                               | 2008                                     |
| Porto                    | 2                   | 0                       | 1987, 2004                                                                               |                                          |
| Nottingham Forest        | 2                   | 0                       | 1979, 1980                                                                               |                                          |
| Borussia Dortmund        | 1                   | 2                       | 1997                                                                                     | 2013, 2024                               |
| Olympique Marseille      | 1                   | 1                       | 1993                                                                                     | 1991                                     |
| Steaua Bukarešta         | 1                   | 1                       | 1986                                                                                     | 1989                                     |
| Hamburger SV             | 1                   | 1                       | 1983                                                                                     | 1980                                     |
| Celtic                   | 1                   | 1                       | 1967                                                                                     | 1970                                     |
| Crvena zvezda            | 1                   | 0                       | 1991                                                                                     |                                          |
| PSV Eindhoven            | 1                   | 0                       | 1988                                                                                     |                                          |
| Aston Villa              | 1                   | 0                       | 1982                                                                                     |                                          |
| Feyenoord                | 1                   | 0                       | 1970                                                                                     |                                          |
| Atlético Madrid          | 0                   | 3                       |                                                                                          | 1974, 2014, 2016                         |
| Valencia                 | 0                   | 2                       |                                                                                          | 2000, 2001                               |
| Stade Reims              | 0                   | 2                       |                                                                                          | 1956, 1959                               |
| Tottenham Hotspur F.C.   | 0                   | 1                       |                                                                                          | 2019                                     |
| Arsenal                  | 0                   | 1                       |                                                                                          | 2006                                     |
| AS Monaco                | 0                   | 1                       |                                                                                          | 2004                                     |
| Bayer Leverkusen         | 0                   | 1                       |                                                                                          | 2002                                     |
| Sampdoria                | 0                   | 1                       |                                                                                          | 1992                                     |
| Roma                     | 0                   | 1                       |                                                                                          | 1984                                     |
| Malmö                    | 0                   | 1                       |                                                                                          | 1979                                     |
| Club Brugge              | 0                   | 1                       |                                                                                          | 1978                                     |
| Borussia Mönchengladbach | 0                   | 1                       |                                                                                          | 1977                                     |
| Saint-Étienne            | 0                   | 1                       |                                                                                          | 1976                                     |
| Leeds United             | 0                   | 1                       |                                                                                          | 1975                                     |
| Panathinaikos            | 0                   | 1                       |                                                                                          | 1971                                     |
| Partizan                 | 0                   | 1                       |                                                                                          | 1966                                     |
| Eintracht Frankfurt      | 0                   | 1                       |                                                                                          | 1960                                     |
| Fiorentina               | 0                   | 1                       |                                                                                          | 1957                                     |

### Zmagovalci po državah
| Država      | Št. naslovov prvaka | Št. nastopov v finalu | % zmag v finalih | Prvaki iz te države                                                                       | Finalisti iz te države |
| ----------- | ------------------- | --------------------- | ---------------- | ----------------------------------------------------------------------------------------- | --- |
| Španija     | 18                  | 28                    | 58 %             | Real Madrid (13), Barcelona (5)                                                           | Real Madrid (3), Barcelona (3), Valencia (2), Atlético Madrid (3)                                                                   |
| Anglija     | 14                  | 22                    | 64 %             | Liverpool (6), Manchester United (3), Nottingham Forest (2), Chelsea (2), Aston Villa (1) | Liverpool (2), Tottenham Hotspur F.C. (1), Arsenal (1), Chelsea (2), Leeds United (1), Manchester United (2)                        |
| Italija     | 12                  | 28                    | 46 %             | Milan (7), Internazionale (3), Juventus (2)                                               | Juventus (7), Milan (4), Internazionale (2), Fiorentina (1), Roma (1), Sampdoria (1)                                                |
| Nemčija     | 7                   | 18                    | 39 %             | Bayern München (5), Borussia Dortmund (1), Hamburg (1)                                    | Bayern München (5), Borussia Dortmund (1), Bayer Leverkusen (1), Borussia Mönchengladbach (1), Eintracht Frankfurt (1), Hamburg (1) |
| Nizozemska  | 6                   | 8                     | 75 %             | Ajax (4), Feyenoord (1), PSV Eindhoven (1)                                                | Ajax (2) |
| Portugalska | 4                   | 9                     | 44 %             | Benfica (2), Porto (2)                                                                    | Benfica (5) |
| Francija    | 1                   | 6                     | 16 %             | Marseille (1)                                                                             | Reims (2), Marseille (1), Monaco (1), St-Étienne (1)                                                                                |
| Škotska     | 1                   | 2                     | 50 %             | Celtic (1)                                                                                | Celtic (1) |
| Romunija    | 1                   | 2                     | 50 %             | Steaua Bukarešta (1)                                                                      | Steaua Bukarešta (1) |
| Srbija      | 1                   | 2                     | 50 %             | Crvena zvezda (1)                                                                         | Partizan (1) |
| Grčija      | 0                   | 1                     | 0 %              | -                                                                                         | Panathinaikos (1) |
| Belgija     | 0                   | 1                     | 0 %              | -                                                                                         | Club Brugge (1) |
| Švedska     | 0                   | 1                     | 0 %              | -                                                                                         | Malmö FF (1) |

## Slovensko sodelovanje v Ligi prvakov
Prvi slovenski klub, ki se je uvrstil v skupinski del Lige prvakov, je bil v sezoni 1999/2000 takratni državni prvak Maribor, ki je igral v skupini z italijanskim Laziem, ukrajinskim Dinamom in nemškim Bayerjem iz Leverkusna. V Kijevu je z 1–0 premagal Dinamo ter bil na vrhu lestvice. Sledil je domači poraz proti Bayerju z 2–0, nato je Lazio dvakrat z 4–0 odpravil slovenske prvake na obeh tekmah. Dinamo se je maščeval za poraz, tekma se je končala z izidom 2–1, na zadnji šesti tekmi pa je Maribor z 0–0 odščipnil točko Bayerju. V skupini A je končal s štirimi osvojenimi točkami na zadnjem, četrtem mestu, iz skupine pa sta napredovala Lazio in Dinamo Kijev. 
Nekaj slovenskih nogometašev je uspešno igralo za tuje klube. Zlatko Zahovič, ki je bil najboljši slovenski nogometaš, je v dresu Porta pokazal svoje najboljše predstave, vendar mu z moštvom nikoli ni uspelo priti prav do vrha. Nekoliko uspešnejši je bil leta 2001, ko se je z Valencio uvrstil v finale in po izvajanju enajstmetrovk (vratar Oliver Kahn mu jo je mojstrsko ubranil) izgubil proti münchenskemu Bayernu. V ligo prvakov se je v dresu genovske Sampdorie v finale uvrstil tudi Srečko Katanec, njegovo moštvo pa je v podaljšku klonilo proti Barceloni. V sezoni 2010/11 je v Ligi prvakov nastopal Valter Birsa s svojim AJ Auxerre. V skupini G se je pomeril z Realom, Milanom in Ajaxom. V petih nastopih je dosegel en zadetek v Amsterdamu. 
V sezoni 2014/15 je nastopal Jan Oblak, v dresu Atletica iz Madrida, se je prebil do četrtfinala, kjer so jih premagali mestni tekmeci Real Madrid. V tej sezoni se je v skupinski del drugič v zgodovini prebil tudi NK Maribor. V skupini G se je pomeril z angleškim Chelsejem, nemškim Schalkejem in portugalskem Sportingu. Na domači tekmi je remiziral s Sportingom, z 1–1, v gosteh pri Schalkeju prav tako, kakor tudi s Chelsejem doma. V Londonu je doživel visok poraz, s 6–0 jih je premagal Chelsea, na portugalskem jih je odpravil Sporting s 3–1, doma pa so v zadnji tekmi doživeli poraz z 1–0 proti Schalkeju. 
V sezoni 2015/16 se je Jan Oblak, v dresu Atletico Madrida, prebil vse do finala. Premoč so morali priznati mestnemu tekmecu Realu, ki jih je premagal po izvajanju 11-metrovk.